# AT&T T-8
O AT&T T-8 (anteriormente chamado de DirecTV-8) é um satélite de comunicação geoestacionário construído pela Space Systems/Loral (SS/L), ele está localizado na posição orbital de 101 graus de longitude oeste e foi operado inicialmente pela DirecTV e posteriormente pela AT&T. O satélite foi baseado na plataforma LS-1300 e sua expectativa de vida útil é de 15 anos.

## Lançamento
O satélite foi lançado com sucesso ao espaço no dia 22 de maio de 2005, às 17:59 UTC, por meio de um veículo Proton-M/Briz-M, a partir do Cosmódromo de Baikonur, no Cazaquistão. Ele tinha uma massa de lançamento de 3.711 kg.

## Capacidade e cobertura
O AT&T T-8 é equipado com 54 transponders em banda Ku para prestar serviços de telecomunicação a América do Norte.